# Седрик Себалос
Седрик Себалос (енгл. Cedric Ceballos; Мауи, Хаваји, 2. август 1969) бивши је амерички кошаркаш. Играо је на позицији крила.
На НБА драфту 1990. одабрали су га Финикс санси као 48. пика.

## Успеси

### Појединачни
- НБА Ол-стар меч (1): 1995.
- Победник НБА такмичења у закуцавању (1): 1992.